# Blake Bortles
Blake Bortles (Oviedo, Florida, Estados Unidos, 28 de abril de 1992) es un jugador profesional de fútbol americano de la National Football League que juega en el equipo Los New Orleans Saints, en la posición de Quarterback.

## Carrera deportiva
Blake Bortles proviene de la Universidad de Florida Central y fue elegido en el Draft de la NFL de 2014, en la ronda número 1 con el puesto número 3 por el equipo Jacksonville Jaguars.
El 18 de marzo de 2019, Bortles firmó un contrato de un año con Los Angeles Rams para ser el respaldo de Jared Goff.

## Estadísticas profesionales
Todas las estadísticas y logros son cortesía de la NFL, Jacksonville Jaguars y Pro-Football.

### Temporada regular
| Temporada | Equipo  | Juegos | Registro (V-D) | PT | Pases | Pases | Pases | Pases  | Pases | Pases | Pases | Pases | Pases  | Acarreos | Acarreos | Acarreos | Acarreos | Acarreos | Capturas | Capturas | Fumbles | Fumbles |
| Temporada | Equipo  | Juegos | Registro (V-D) | PT | Comp  | Att   | Pct   | Yds    | YPA   | Lg    | TD    | Int   | Índice | Att      | Yds      | Prom     | Lg       | TD       | Cap      | Yds      | Fum     | Perd    |
| --------- | ------- | ------ | -------------- | -- | ----- | ----- | ----- | ------ | ----- | ----- | ----- | ----- | ------ | -------- | -------- | -------- | -------- | -------- | -------- | -------- | ------- | ------- |
| 2014      | JAX     | 14     | 3-10           | 13 | 280   | 475   | 58.9  | 2,908  | 6.1   | 63    | 11    | 17    | 69.5   | 56       | 419      | 7.5      | 34       | 0        | 55       | 345      | 7       | 1       |
| 2015      | JAX     | 16     | 5-11           | 16 | 355   | 606   | 58.6  | 4,428  | 7.3   | 90    | 35    | 18    | 88.2   | 52       | 310      | 6.0      | 28       | 2        | 51       | 320      | 14      | 5       |
| 2016      | JAX     | 16     | 3-13           | 16 | 368   | 625   | 58.9  | 3,905  | 6.2   | 51    | 23    | 16    | 78.8   | 58       | 359      | 6.2      | 27       | 3        | 34       | 197      | 8       | 6       |
| 2017      | JAX     | 16     | 10-6           | 16 | 315   | 523   | 60.2  | 3,687  | 7.0   | 75    | 21    | 13    | 84.7   | 57       | 322      | 5.6      | 28       | 2        | 24       | 123      | 9       | 3       |
| Carrera   | Carrera | 62     | 21–40          | 61 | 1,318 | 2,229 | 59.1  | 14,928 | 6.7   | 90    | 90    | 64    | 80.8   | 223      | 1,410    | 6.3      | 34       | 7        | 164      | 985      | 38      | 15      |

### Playoffs
| Temporada | Equipo  | Juegos | Registro (V-D) | PT | Pases | Pases | Pases | Pases | Pases | Pases | Pases | Pases | Pases  | Acarreos | Acarreos | Acarreos | Acarreos | Acarreos | Capturas | Capturas | Fumbles | Fumbles |
| Temporada | Equipo  | Juegos | Registro (V-D) | PT | Comp  | Att   | Pct   | Yds   | YPA   | Lg    | TD    | Int   | Índice | Att      | Yds      | Prom     | Lg       | TD       | Cap      | Yds      | Fum     | Perd    |
| --------- | ------- | ------ | -------------- | -- | ----- | ----- | ----- | ----- | ----- | ----- | ----- | ----- | ------ | -------- | -------- | -------- | -------- | -------- | -------- | -------- | ------- | ------- |
| 2017      | JAX     | 3      | 2-1            | 3  | 49    | 85    | 57.6  | 594   | 7.0   | 45    | 3     | 0     | 91.0   | 17       | 121      | 7.1      | 20       | 0        | 5        | 32       | 4       | 0       |
| Carrera   | Carrera | 3      | 2-1            | 3  | 49    | 85    | 57.6  | 594   | 7.0   | 45    | 3     | 0     | 91.0   | 17       | 121      | 7.1      | 20       | 0        | 2        | 32       | 4       | 0       |